# Laila Lalami
Laila Lalami (arabă: ليلى العلمي) (n. 1968 - ...) este o scriitoare marocană.